# MEMS-IGZOディスプレイ
MEMS-IGZOディスプレイ（メムス イグゾー ディスプレイ）は、シャープとクアルコムの子会社であるPixtronixによって開発され、2013年に発表された、MEMSによるシャッターを用いたディスプレイである。

## 概要
MEMSで形成されたシャッターと光を通すスリット、RGBのLEDバックライトの3つで構成されており、シャッターによってバックライトの光を遮ることによって映像を表示する。
2014年にシャープが発表したロードマップでは、2016年にはスマートフォン・タブレット向けのサンプル出荷、2017年からは量産を始めるとしている。

## 特徴
色再現性
液晶ディスプレイの光量を低下させる原因だったカラーフィルターや偏光板をなくすことで、高い色再現性（NTSC比120%）および高輝度 (1500 - 2000cd/m2) を実現したとしている。
省電力
液晶ディスプレイと違い、光量を低下させる要因が少ないため、同じ輝度でも消費電力を抑えることが出来る。また、MEMSシャッターの動作速度を下げることで、色数は限定されるが消費電力を抑制することができるとしている。シャープは、電子移動度が高いIGZOをMEMSと組み合わせることによって省電力化を実現したとしている。
温度特性
液晶と比較して、-30度の低温や80度の高温環境においても動画性能や色再現性は低下しないとしている。
生産ラインの流用
既存の液晶ディスプレイ構造の生産ラインを流用できるとしている。

## 歴史
- 2012年12月4日 - シャープがPixtronixとディスプレイ技術の開発契約を締結[4]。
- 2013年6月10日 - MEMS-IGZOディスプレイの試作品が初めて公開される。
- 2014年10月6日 - シャープがWXGA (1280×800) の解像度のMEMS-IGZOディスプレイを搭載した7型タブレットを2015年上半期に発売する予定であることを発表した[5]。